# 韓振華 (清朝進士)
韓振華（1884年—1963年7月22日），字誦裳，直隸省天津府天津縣人。日本東京高等工業學校畢業，宣統二年工科進士，中華職業教育社發起人。

## 生平
私立中學堂（南開學校前身）高級師範班學生，1906年作为该校第一班师范生毕业:301。
光緒三十一年（1905年）赴日，留學於東京高等工業學校電力化學科。歸國後，曾任北京高等師範學校附屬中學主任（即第一任校長）等職。
宣統二年（1910年），參加遊學畢業生考試，得81分，列最優等。九月二日，內閣奉上諭：韓振華著賞給工科進士。
宣統三年（1911年），廷試一等，經學部考驗列最優等，授職翰林院庶吉士。
民國4年（1915年）時任北京高等師範附屬中學主任，隨陳寶泉考察江蘇、浙江教育。
民國6年（1917年）5月，發起成立中華職教社，為特別社員。
民國38年（1949年），時任鹽業銀行北京分行經理。
中華人民共和國建立以後，任北京市工商業聯合會籌備會副主任委員、工商聯副主任、北京市人民政府委員、北京市政協第一屆常委。
1959年，任全國政協第三屆委員。
1963年7月22日逝世。

## 家族
妹韓咏華是梅貽琦夫人，韓權華是衛立煌夫人。